# Karl Kasberger
Karl Kasberger (* 21. August 1891 in Wien; † 14. Juni 1969 in Thalheim bei Wels) war ein österreichischer Maler.
Kasberger wurde an der Graphischen Lehr- und Versuchsanstalt und an der Kunstgewerbeschule in Wien ausgebildet; sein Lehrer war Oskar Strnad. Er spezialisierte sich auf die Gebiete „Bühne und Film“. Nach seiner Übersiedlung nach Wels wurde er dort städtischer Bühnenbildner. Ab 1942 gehörte er auch dem Theaterbeirat der Stadt Wels an. Kasberger malte außerdem zahlreiche Stadt- und Landschaftsansichten in Öl und in Aquarelltechnik. 1919 erschien eine Postkartenserie mit Welser Motiven von ihm. Der 1937 gegründete Verlag Eugen Friedhuber brachte in der Hitlerzeit eine Serie mit acht Bildkarten zu Stationen aus Hitlers Leben nach Bildern von Kasberger heraus.
Kasberger gestaltete auch in öffentlichem Auftrag Fresken. 1920 beschloss die Gemeinde Steinhaus die Herausgabe von Notgeld nach Entwürfen Kasbergers. Für die illustrierte Zeitschrift Bergland schuf Kasberger eine Titelzeichnung, die 1927 die Nummer 6 des 9. Jahrgangs schmückte.
Im Gemeindeamt in Thalheim hängt eine Darstellung des Ortes, die von Kasberger stammt. Das Stadtmuseum Wels besitzt mehrere Werke Kasbergers.